# Spathoglottis grandifolia
Spathoglottis grandifolia är en orkidéart som beskrevs av Rudolf Schlechter. Spathoglottis grandifolia ingår i släktet Spathoglottis och familjen orkidéer. Inga underarter finns listade i Catalogue of Life.